# عملية الماجد
عملية الماجد (بالإنجليزية: Operation Al Majid) هي إحدى العمليات التي قامت بها قوات المارينز غرب محافظة الأنبار بالمشاركة مع قوات الأمن العراقية بهدف هزيمة الأنشطة الإرهابية عبر الصحراء بمساحة تقدر بأكثر من 30,000 ميل مربع (78,000 كـم2)، بدأت العملية في خريف عام 2006، وأسفرت عن بناء سلسلة من السواتر حول المدن الغربية (عنه وحديثة والحقلانية وبروانة).

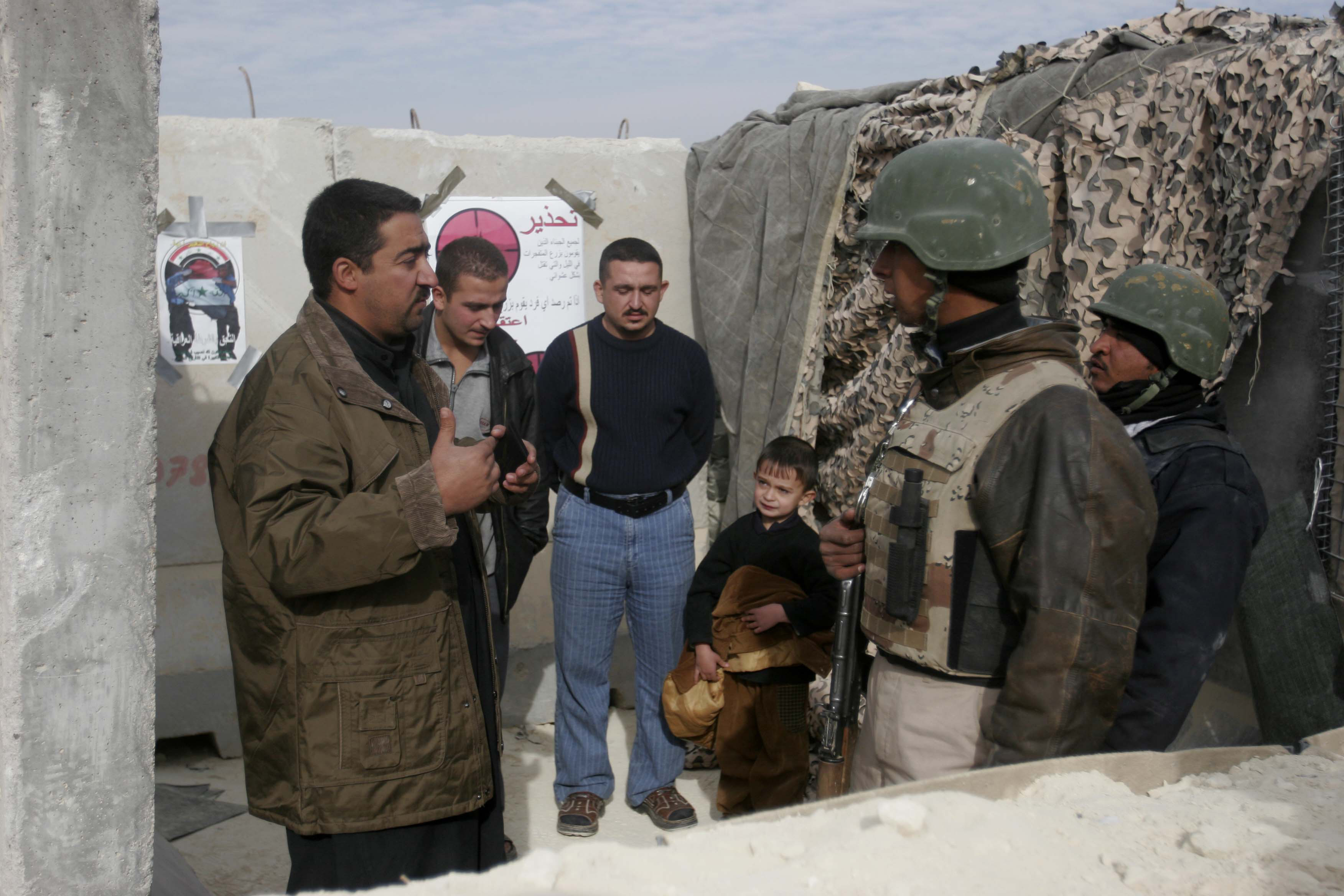
الشرطة العراقية تحرس نقطة تفتيش في بروانة في كانون الأول / ديسمبر 2006.